# Aramendía (España)
Aramendía (Aramendia en euskera) es una localidad española y un concejo de la Comunidad Foral de Navarra perteneciente al municipio de Allín. Está situado en la Merindad de Estella, la comarca de Estella Oriental y a 50 km de la capital de la comunidad, Pamplona. Su población en  2014 fue de 57 habitantes, su superficie es de 3,674 km² y su densidad de población es de 15,51 hab/km².
Tras las elecciones de 2007 y al no presentarse ninguna candidatura a la presidencia del concejo, fue designada una comisión gestora, según lo dispuesto en la ley foral reguladora del proceso electoral en los concejos de Navarra, designada por el Gobierno de Navarra.

## Geografía física

### Situación
La locialidad de Aramendía está situado al pie de las estribación de la Sierra de Santiago de Lóquiz, en la margen derecha del río Urederra y a una altitud de 470 m s. n. m.
Su término concejil tiene una superficie de 3,674 km² y limita al noroeste con la Sierra de Santiago de Lóquiz, al nordeste con el concejo de Muneta, al suroeste con el de Ganuza en el municipio de Metauten y al sureste con el concejo de Galdeano.
En el siguiente gráfico de muestran los límites del concejo de Aramendia de forma más detallada de acuerdo al mapa oficial del Gobierno de Navarra.
| Noroeste sierra de Lóquiz  | Norte: Zona común del valle de Allín  | Noreste Muneta                      |
| Oeste: Ganuza (Metauten)   |                                       | Este: Zona común del valle de Allín |
| Suroeste Ganuza (Metauten) | Sur: Zona común del valle de Metauten | Sureste Galdeano                    |

## Demografía
| Gráfica de evolución demográfica de Aramendía entre 2000 y 2013 |
|                                                                 |
| Datos según el nomenclátor publicado por el INE.                |

## Arte y arquitectura
En la localidad destacan, desde el punto de vista artístico y arquitectónico los siguientes elementos:
- Iglesia parroquial de San Sebastián, un edificio tardogótico-renacentista, de pequeñas dimensiones, levantado en el siglo XVI.
- Crucero de Aramendia, posiblemente el elemento más destacado y singular como muestra excepcional del plateresco navarro. Fechado en 1559, el conjunto, a modo de templete circular, presenta la cruz de piedra sobre una columna mostrando en sus hornacinas diferentes figuras y escenas (San Pedro y San Pablo, los Evangelistas, etc).
- Ermita de San Martín.
- Ermita del Santo Cristo o Calvario.